# Jelena Aržakovová
Jelena Vladimirovna Aržakovová (rusky: Дарья Витальевна Пищальникова – Jelena Vladimirovna Aržakova; * 8. září 1989 Barnaul, Sovětský svaz) je ruská atletka, běžkyně, jejíž specializací jsou střední tratě.

## Kariéra
První výrazný úspěch ve své kariéře zaznamenala v roce 2011, kdy se v Paříži stala halovou mistryní Evropy v běhu na 1500 metrů. Ve finále trať zaběhla v čase 4:13,78. Stříbro získala Španělka Nuria Fernándezová, která byla o 26 setin sekundy pomalejší a bronz Jekatěrina Martynovová, která zaběhla nejrychlejší čas v rozběhu (4:09,93).
V témže roce vybojovala v Ostravě na Mistrovství Evropy do 23 let zlaté medaile v bězích na 800 m i 1500 m a na světové letní univerziádě v čínském Šen-čenu skončila na 4. místě (1500 m). Na světovém halovém šampionátu v Istanbulu v roce 2012 doběhla ve finále závodu na 1500 metrů na 7. místě.
Ve stejném roce se stala v Helsinkách mistryní Evropy v běhu na 800 metrů, když ve finále jako jediná trať zaběhla pod dvě minuty (1:58,51). Na Letních olympijských hrách 2012 v Londýně dokázala postoupit až do finále běhu na 800 metrů, kde časem 1:59,21 obsadila 6. místo. Její krajanka Jekatěrina Poistogovová vybojovala bronz a olympijskou vítězkou se stala další Ruska Marija Savinovová.
29. ledna 2013 ji ruská federace VFLA pozastavila činnost. Důvodem byly abnormální hodnoty hemoglobinu v jejím biologickém pasu, za což později dostala dvouletý trest a přišla o tituly z ME do 23 let i o zlato z evropského šampionátu v Helsinkách. Anulovány byly všechny její výsledky, kterých dosáhla od 12. července 2011.